# دهستان موسته
دهستان موسته (به لاتین: Mooste Parish) یک دهستان در استونی است که در شهرستان پولوا واقع شده‌است.

## خصوصیات
دهستان موسته ۱۸۵٫۱۲ کیلومترمربع مساحت و ۱٬۵۴۲ نفر جمعیت دارد.